# Epigelasma occidentalis
Epigelasma occidentalis là một loài bướm đêm trong họ Geometridae.